# Georges Bever
Pour les articles homonymes, voir Bever.
Georges Bever, né le 22 septembre 1884 à Paris et mort le 14 janvier 1973 dans la même ville, est un acteur français.

## Biographie
Georges Maurice Van Bever est né le 22 septembre 1884 à Paris 11e.
Fils de Joseph Van Bever, tourneur sur cuivre d'origine belge et d'Henriette Sarale, mécanicienne, Georges Bever travaille très tôt auprès de son père, de même qu'il l'accompagne chaque dimanche comme chanteur des rues, c'est d'ailleurs ce qu'il préfère. On le retrouve donc sans surprise dans les caf'conc' de la capitale, puis dans les revues et opérettes : Pas sur la bouche d'André Barde et Maurice Yvain où il incarne Mme Foin, L'Auberge du Cheval-Blanc…
On le suit en 1947 dans Clochemerle, une adaptation musicale pour la scène due à, et avec, Raymond Souplex. Dans une des nombreuses adaptation de Marius de Marcel Pagnol il incarne M. Brun, et apprécié de Sacha Guitry il complète la distribution de pièces comme Deburau, Tu m'as sauvé la vie. Sa carrière cinématographique comporte plus de 200 films entre 1927 et 1969. Un peu de télévision La Porteuse de pain et il se fait remarquer dans une publicité pour le fromage Babybel.
Il meurt le 14 janvier 1973 (à 88 ans) à Paris 10e, d'une leucémie foudroyante. Suzanne, son épouse depuis 1915, le rejoint deux ans plus tard. Ils sont inhumés au cimetière parisien de Saint-Ouen.

## Filmographie

### Période 1927/1934
- 1927 : Le sous marin de cristal de Marcel Vandal : Le fils du concierge
- 1930 : Chérie de Louis Mercanton : Mr Weeks
- 1930 : Une femme a menti de Charles de Rochefort
- 1930 : Clinique musicale -court métrage- de ?
- 1931 : Arthur ou Le Culte de la beauté de Léonce Perret : Saïvah
- 1931 : Je serai seule après minuit de Jacques de Baroncelli : Le petit employé
- 1931 : Quand te tues-tu ? de Roger Capellani
- 1931 : Rive gauche de Alexander Korda : Le maître d'hôtel
- 1931 : Un homme en habit de René Guissart et Robert Bossis : L'ordonnateur
- 1931 : Le Coffre-fort -court métrage- de André Chotin
- 1931 : Le collier -court métrage- de Marc Allégret
- 1931 : Octave -court métrage- de Louis Mercanton
- 1931 : Popaul veut dormir -court métrage- de Louis Mercanton
- 1931 : Le Seul Bandit du village -court métrage- de Robert Bossis
- 1931 : Une audition mouvementée -court métrage- de ?
- 1931 : Une idée de génie -court métrage- de Louis Mercanton
- 1932 : Les As du turf ou "Canari" de Serge de Poligny : Le commissaire priseur
- 1932 : Avec l'assurance de Roger Capellani : L'interprète
- 1932 : Les Gaietés de l'escadron de Maurice Tourneur : La Guillaumette
- 1932 : Gitanes de Jacques de Baroncelli
- 1932 : Monsieur Albert de Karl Anton
- 1932 : Pas de femmes de Marc Bonnard : le pharmacien
- 1932 : Sa meilleure cliente de Pierre Colombier
- 1932 : Une idée folle ou "Une idée de génie" de Max de Vaucorbeil : Emile
- 1932 : Une petite femme dans le train de Karl Anton
- 1932 : Invite Monsieur à dîner -court métrage- de Claude Autant-Lara
- 1932 : Les jeux sont faits -court métrage- de Jean de Marguenat
- 1932 : Pan ! Pan ! -moyen métrage- de Georges Lacombe
- 1932 : Ta femme te trompe -court métrage- de Robert Bossis
- 1932 : Totoche et compagnie -court métrage- de ?
- 1932 : Un beau jour de noces -court métrage- de Maurice Cammage : L'agent
- 1933 : Ah ! Quelle gare ! de René Guissart
- 1933 : L'Ange gardien ou Le Marin chantant de Jean Choux
- 1933 : C'était un musicien de Fred Zelnik et Maurice Gleize : Le fiancé maigre
- 1933 : La femme invisible de Georges Lacombe
- 1933 : Le Mari garçon de Alberto Cavalcanti : Caniveau
- 1933 : Paris-Deauville de Jean Delannoy : Joseph
- 1933 : Les Surprises du sleeping ou "Couchette no 3" de Karl Anton
- 1933 : Fantômas hôtel -court métrage- de Jean de Marguenat
- 1933 : Le Gros Lot ou La Veine d'Anatole -court métrage- de Maurice Cammage
- 1933 : On demande un employé -court métrage- de Pierre-Jean Ducis
- 1933 : La Prison de Saint-Clothaire -moyen métrage- de Pierre-Jean Ducis : Le contrôleur des contributions
- 1934 : Le Chéri de sa concierge de Guarino Glavany : Le brigadier
- 1934 : Mam'zelle Spahi de Max de Vaucorbeil : Malaigre
- 1934 : Prince de minuit de René Guissart
- 1934 : Le Bouif chez les pur-sang -court métrage- de Léo Joannon
- 1934 : L'école des détectives -court métrage- de Jean Delannoy
- 1934 : La Moule -court métrage- de Jean Delannoy
- 1934 : Une cliente pas sérieuse ou "Le pharmacien" -court métrage- de René Gaveau
- 1934 : Une vocation irrésistible -moyen métrage- de Jean Delannoy

### Période 1935/1939
- 1935 : Baccara d'Yves Mirande et Léonide Moguy (premier assistant-réalisateur) : Un huissier
- 1935 : Haut comme trois pommes de Ladislas Vajda et Pierre Ramelot : Mr Bille
- 1935 : Jonny, haute-couture de Serge de Poligny : Mr Durandel
- 1935 : Marchand d'amour de Edmond T. Gréville
- 1935 : La Mascotte de Léon Mathot
- 1935 : Quelle drôle de gosse ou "Une sacrée gosse" de Léo Joannon
- 1935 : Un soir de bombe de Maurice Cammage : Un policier
- 1935 : Les deux docteurs -moyen métrage- de Pierre-Jean Ducis
- 1935 : Faut pas l'contrarier -court métrage- de Raymond Baty
- 1935 : La ronde du brigadier Bellot -moyen métrage- de Raymond Ruffin
- 1936 : Train de plaisir de Léo Joannon : Le porteur
- 1936 : Avec le sourire de Maurice Tourneur : Le valet de pied
- 1936 : Aventure à Paris de Marc Allégret
- 1936 : Les Demi-vierges de Pierre Caron
- 1936 : Le Faiseur d'André Hugon
- 1936 : Le Grand Refrain d'Yves Mirande - L'assistant au studio
- 1936 : Hélène de Jean-Benoît Lévy et Marie Epstein : Le garçon du labo
- 1936 : Les Hommes nouveaux de Marcel L'Herbier : Le stewart
- 1936 : Les Maris de ma femme de Maurice Cammage : Le valet
- 1936 : Ménilmontant de René Guissart : Le père Martin
- 1936 : Messieurs les ronds-de-cuir de Yves Mirande : Ovide
- 1936 : Prête moi ta femme de Maurice Cammage
- 1936 : Le Roman d'un spahi de Michel Bernheim
- 1936 : Sept hommes, une femme de Yves Mirande : Anatole
- 1936 : Tout va très bien madame la marquise de Henry Wulschleger
- 1936 : Une femme qui se partage de Maurice Cammage
- 1936 : Une gueule en or de Pierre Colombier : L'employé de la morgue
- 1936 : Une poule sur un mur de Maurice Gleize
- 1936 : Hyacinthe -court métrage- de Émile Salle
- 1936 : Irma Lucinde, voyante -court métrage- de Claude Orval : Mr Argus
- 1937 : Arsène Lupin détective de Henri Diamant-Berger : Le faux clergyman
- 1937 : À Venise, une nuit de Christian-Jaque : 'L'huissier
- 1937 : La Belle de Montparnasse de Maurice Cammage : M. Coquelet
- 1937 : Êtes-vous jalouse ? d'Henri Chomette
- 1937 : Les Gangsters de l'expo, de Émile-Georges De Meyst
- 1937 : Mon député et sa femme de Maurice Cammage
- 1937 : Rendez-vous Champs-Élysées ou Le Contrôleur des Champs-Élysées de Jacques Houssin : Ernest
- 1937 : Un scandale aux Galeries ou Et avec ça, Madame de René Sti : Le désespéré
- 1938 : Les Deux combinards de Jacques Houssin
- 1938 : L'Occident d'Henri Fescourt
- 1938 : La Glu de Jean Choux : Filloury
- 1938 : Alexis gentleman chauffeur ou Le Grand Raid de Max de Vaucorbeil
- 1938 : La Tragédie impériale ou "Raspoutine", "La Fin des Romanoff", "Le Diable de Sibérie" de Marcel L'Herbier : Le servant du pope
- 1938 : L'Avion de minuit de Dimitri Kirsanoff : L'ivrogne
- 1938 : La Fin du jour de Julien Duvivier : Le garde-champêtre
- 1938 : Le héros de la Marne ou "Jean Lefrançois, héros de la Marne" de André Hugon : L'instituteur
- 1938 : Je chante de Christian Stengel : L'employé du gaz
- 1938 : Prince Bouboule ou Business de Jacques Houssin : Le balayeur
- 1938 : Prince de mon cœur de Jacques Daniel-Norman
- 1938 : Remontons les Champs-Élysées de Sacha Guitry et Robert Bibal : Un apothicaire
- 1938 : Le Roman de Werther de Max Ophüls : Le chambellan
- 1938 : Trois Artilleurs à l'opéra d'André Chotin : Le brigadier
- 1938 : Vacances payées de Maurice Cammage : Hector
- 1938 : La Vénus de l'or de Jean Delannoy et Charles Méré
- 1939 : Le chasseur de chez Maxim's de Maurice Cammage
- 1939 : Circonstances atténuantes de Jean Boyer : Le marchand de cycles
- 1939 : Derrière la façade de Georges Lacombe et Yves Mirande : Un chauffeur de taxi
- 1939 : Le Déserteur ou Je t'attendrai de Léonide Moguy
- 1939 : Moulin Rouge d'André Hugon
- 1939 : Rappel immédiat ou "Tango d'adieu" de Léon Mathot : Paul, le masseur
- 1939 : Sérénade de Jean Boyer : Le commis
- 1939 : Tourbillon de Paris de Henri Diamant-Berger
- 1939 : Le Veau gras de Serge de Poligny - François
- 1939 : Vous seule que j'aime de Henri Fescourt

### Période 1940/1949
- 1940 : Le Collier de chanvre ou Le Mystère du bois Belleau de Léon Mathot : L'inspecteur Pike
- 1941 : Chèque au porteur de Jean Boyer
- 1941 : Pension Jonas de Pierre Caron : Bocage
- 1941 : Romance de Paris de Jean Boyer : L'accordéoniste
- 1941 : Le Valet maître de Paul Mesnier : Justin
- 1941 : Premier rendez-vous de Henri Decoin
- 1942 : Fièvres de Jean Delannoy : Georges
- 1942 : Le Camion blanc de Léo Joannon : Le contrôleur
- 1942 : La Loi du printemps de Jacques Daniel-Norman
- 1942 : Mariage d'amour de Henri Decoin : Le chauffeur
- 1942 : Pontcarral, colonel d'Empire de Jean Delannoy : Le valet de pied
- 1943 : Le Carrefour des enfants perdus de Léo Joannon : L'huissier
- 1943 : La Collection Ménard de Bernard-Roland : Le garçon de café
- 1943 : Douce de Claude Autant-Lara
- 1944 : Le Merle blanc de Jacques Houssin : Le valet d'1chille
- 1945 : Le Capitan Film tourné en deux époques : Flamberge au vent, Le Chevalier du roi de Robert Vernay : Un homme du peuple
- 1945 : La Ferme du pendu de Jean Dréville : Filladeau, le rebouteux
- 1945 : La Part de l'ombre ou Trois amours de Jean Delannoy
- 1945 : Le Roi des resquilleurs de Jean-Devaivre
- 1946 : Le Charcutier de Machonville de Vicky Ivernel : Mr Ripolin
- 1946 : Macadam de Marcel Blistène : Armand
- 1946 : Martin Roumagnac de Georges Lacombe : Un joueur de belote
- 1946 : Le silence est d'or de René Clair : Le ministre
- 1947 : Le Comédien de Sacha Guitry : Un acheteur
- 1947 : La Dame d'onze heures de Jean-Devaivre : Baptiste, le clerc
- 1947 : Une nuit à Tabarin de Carl Lamac
- 1948 : D'homme à hommes de Christian-Jaque : Un blessé
- 1948 : La Louve de Guillaume Radot : M. Signol
- 1948 : La Ferme des sept péchés de Jean-Devaivre
- 1949 : Le Cœur sur la main d'André Berthomieu : Le clown
- 1949 : Retour à la vie de Henri-Georges Clouzot : Le père de famille dans le sketch : Le retour de Jean
- 1949 : L'Atomique Monsieur Placido ou Trous de balles, "La demoiselle des folles" de Robert Hennion : Le second maître d'hôtel
- 1949 : Miquette et sa mère de Henri-Georges Clouzot : Le sacristain
- 1949 : Les Nouveaux Maîtres de Paul Nivoix
- 1949 : Ronde de nuit de François Campaux : Le sacristain
- 1949 : Le Trésor de Cantenac de Sacha Guitry : Bernard
- 1949 : A la culotte de zouave "court métrage" d'Henri Verneuil

### Période 1950/1959
- 1950 : Amour et Compagnie de Gilles Grangier : Le portier de l'hôtel de Paris
- 1950 : Les Maîtres nageurs de Henry Lepage : Le jardinier
- 1950 : Souvenirs perdus de Christian-Jaque : L'ordonnateur des pompes funèbres dans le sketch : La couronne mortuaire
- 1950 : Tu m'as sauvé la vie de Sacha Guitry : Onésime
- 1950 : Pipe chien "court métrage" de Henri Verneuil
- 1951 : Deburau de Sacha Guitry : Laurent
- 1951 : Adhémar ou le Jouet de la fatalité de Fernandel : Le cocu
- 1951 : Le Dindon de Claude Barma : Un client
- 1951 : Drôle de noce de Léo Joannon
- 1951 : Une enfant dans la tourmente de Jean Gourguet
- 1951 : Monsieur Octave ou "L'escargot" de Maurice Téboul / Boutel Ce film n'est jamais sorti en salle
- 1951 : La Rue sans loi de Marcel Gibaud : Un juge "scène coupée au montage"
- 1951 : Musique en tête de Claude Orval et Georges Combret : Le jardinier
- 1951 : La Poison de Sacha Guitry : Le pharmacien
- 1951 : Eternel espoir de Max Joly
- 1952 : Les Belles de nuit de René Clair : Le garçon de café
- 1952 : La Loterie du bonheur de Jean Gehret
- 1952 : La Minute de vérité de Jean Delannoy : Le malade
- 1952 : Le Secret d'une mère de Jean Gourguet
- 1952 : Son dernier Noël de Jacques Daniel-Norman : Le régisseur
- 1952 : La Vie d'un honnête homme de Sacha Guitry : Le chauffeur de taxi
- 1953 : Le Bon Dieu sans confession de Claude Autant-Lara : Albert
- 1953 : C'est... la vie parisienne d'Alfred Rode : Le maître d'hôtel
- 1953 : Les Compagnes de la nuit de Ralph Habib : L'employé de chez Renault
- 1953 : Gamin de Paris de Georges Jaffé
- 1953 : Quitte ou double de Robert Vernay
- 1953 : Leur dernière nuit de Georges Lacombe
- 1953 : Piedalu député de Jean Loubignac
- 1953 : Si Versailles m'était conté... de Sacha Guitry : Un visiteur du musée de Versailles
- 1953 : Trois jours de bringue à Paris de Émile Couzinet : Baucantin
- 1953 : Un acte d'amour de Anatole Litvak
- 1954 : L'Air de Paris de Marcel Carné : Un ouvrier
- 1954 : Le Feu dans la peau de Marcel Blistène : Le paysan
- 1954 : Adam est... Ève de René Gaveau : Le garçon de café
- 1954 : Le Fils de Caroline Chérie de Jean Devaivre : Le docteur
- 1954 : Les Impures ou "Des femmes disparaissent" de Pierre Chevalier : Le dessinateur
- 1954 : Napoléon de Sacha Guitry
- 1954 : Sur le Banc de Robert Vernay : Un clochard
- 1955 : Chiens perdus sans collier de Jean Delannoy : Un client au bureau de poste
- 1955 : Les Grandes Manœuvres de René Clair : Le facteur
- 1955 : L'Impossible Monsieur Pipelet de André Hunebelle
- 1955 : Si Paris nous était conté de Sacha Guitry : Un médecin, un apothicaire, un consommateur
- 1956 : Ah ! Quelle équipe de Roland Quignon : Le sacristain
- 1956 : L'amour descend du ciel de Maurice Cam
- 1956 : L'Homme à l'imperméable de Julien Duvivier : Le vagabond
- 1956 : Porte des Lilas de René Clair : Le pharmacien
- 1956 : Quai des illusions de Émile Couzinet
- 1956 : La Traversée de Paris de Claude Autant-Lara : Un consommateur
- 1957 : Les Amants de demain de Marcel Blistène : Un locataire
- 1958 : Le Joueur de Claude Autant-Lara
- 1959 : Interpol contre X de Maurice Boutel : Le gardien de la morgue
- 1959 : Le Grand Chef de Henri Verneuil : Maurice Rivoire, le voisin du dessous

### Période 1960/1970
- 1960 : Les Mordus de René Jolivet : Le facteur
- 1960 : Pleins Feux sur l'assassin de Georges Franju : Le cocher
- 1961 : L'assassin est dans l'annuaire de Léo Joannon
- 1961 : Tout l'or du monde de René Clair et Claude Pinoteau
- 1963 : L'Honorable Stanislas, agent secret de Jean-Charles Dudrumet : le garçon d'étage de la pension de famille
- 1963 : Le Magot de Josefa de Claude Autant-Lara : Le garçon du buffet
- 1965 : Pleins feux sur Stanislas de Jean-Charles Dudrumet : le concierge de l'hôtel du Sacré-cœur
- 1967 : Le Petit Baigneur de Robert Dhéry : Le domestique des "Fourchaume"
- 1968 : Erotissimo de Gérard Pirès
- 1970 : Hello-Goodbye de Jean Negulesco : Le portier de l'hôtel

### Télévision
- 1961 : Le Mariage de Figaro de Marcel Bluwal : L'huissier
- 1962 : L'inspecteur Leclerc enquête de Marcel Bluwal, épisode : Le prix du silence (série TV) : L'employé du greffe
- 1962 : L'inspecteur Leclerc enquête, épisode : Un mort sans portefeuille de Yannick Andreï
- 1962 : Commandant X - épisode : Le dossier Morel de Jean-Paul Carrère : Le clochard
- 1962 : Les Cinq Dernières Minutes épisode 26 : La Mort d'un casseur de Guy Lessertisseur
- 1964 : L'Abonné de la ligne U (Feuilleton en 40 épisodes de 15 min) de Yannick Andreï
- 1965 : Les Cinq Dernières Minutes, épisode  Bonheur à tout prix  de Claude Loursais : L'employé I.J
- 1966 : Lise de Vilmot "Les dossiers de Jérôme Randax" de ? : Le patron du café
- 1966 : Le Trompette de la Bérésina de Jean-Paul Carrère : Le père Aubin
- 1967 : Jean de la Tour Miracle (Feuilleton en 13 épisodes de 26 min) de Jean-Paul Carrère : Vertois
- 1968 : Les Hauts de Hurlevent de Jean-Paul Carrère
- 1968 : L'Homme de l'ombre de Guy Jorre, épisode : Le Condamné à mort
- 1972 : Le Père Goriot, téléfilm de Guy Jorré d'après Honoré de Balzac : Poiret
- 1973 : La Porteuse de pain (feuilleton en 7 épisodes de 60 min) de Marcel Camus : La Tremblote

## Théâtre
- 1919 : La Belle du Far-West, opérette, musique Germaine Raynal, livret Maurice de Marsan, mise en scène Aimé Simon-Girard, théâtre de l'Apollo
- 1925 : Un homme léger de Maurice Donnay, mise en scène Camille Choisy, théâtre de l'Étoile
- 1931 : Ces dames aux chapeaux verts d'Albert Acremant d'après Germaine Acremant, théâtre Sarah-Bernhardt
- 1932 : Une jeune fille espagnole de Maurice Rostand, mise en scène Harry Baur, théâtre Sarah-Bernhardt
- 1935 : Trois hommes sur un cheval de Jean de Letraz, mise en scène Lucien Rozenberg, théâtre Sarah-Bernhardt
- 1947 : Et vive la liberté ! de Jean de Letraz, mise en scène de l'auteur, Théâtre des Variétés
- 1949 : Tu m'as sauvé la vie de Sacha Guitry, mise en scène de l'auteur, Théâtre des Variétés
- 1950 : Debureau de Sacha Guitry, mise en scène de l'auteur, Théâtre des Variétés
- 1952 : N'écoutez pas, mesdames ! de Sacha Guitry, mise en scène de l'auteur, Théâtre des Variétés